# Radegast (Südliches Anhalt)
Radegast – dzielnica miasta Südliches Anhalt w Niemczech w Saksonii-Anhalt w powiecie Anhalt-Bitterfeld.
Do 31 grudnia 2009 Radegast było samodzielnym miastem należącym do wspólnoty administracyjnej Südliches Anhalt. Do 1 lipca 2007 należało do powiatu Köthen.

## Geografia
Miasto leży ok. 13 km na południe od Köthen (Anhalt).
Przez Radegast przebiega droga krajowa B183.